# Stanisławy
Stanisławy [pronunciación en polaco: /staniˈswavɨ/] (en casubio: Stanisławë) es un pueblo ubicado en el distrito administrativo de Gmina Przodkowo, dentro del Condado de Kartuzy, Voivodato de Pomerania, en Polonia del norte. Se encuentra aproximadamente a 4 kilómetros al oeste de Przodkowo, a 7 kilómetros al norte de Kartuzy, y a 27 kilómetros al oeste de la capital regional Gdańsk.